# Emmanuèle Bondeville
Ne doit pas être confondu avec Emmanuel Bondeville.
Pour les articles homonymes, voir Bondeville (homonymie).
Emmanuèle Bondeville, née le 3 août 1956 à Paris, est une actrice française.
Spécialisée dans le doublage, elle est, entre autres, la voix française régulière de Michelle Pfeiffer, Debra Messing, Connie Britton, Lori Loughlin et Jane Lynch et la voix la plus régulière de Sherry Stringfield. Elle a aussi été la voix de Paige Turco, Marguerite MacIntyre, Catherine Oxenberg ou encore de Marg Helgenberger.
Présente dans de nombreux jeux vidéo, elle est notamment la voix du sergent Neyla dans Sly 2 : Association de voleurs, de Tante May dans Marvel's Spider-Man, de divers personnages dans The Elder Scrolls V: Skyrim, ainsi que des sœurs Boyle dans Dishonored.

## Biographie
Sur Fréquence protestante, Emmanuèle Bondeville définit ainsi le doublage : « Pour bien doubler, tout passe par le regard ! L'œil du personnage sur l'écran et que l'on doit comprendre et incarner... »

Pour elle, « Une série comme Les Experts [NDR: dans laquelle elle double Marg Helgenberger interprétant le personnage de Catherine Willows ] est très bien jouée et c'est toujours plus facile de doubler un bon acteur ! Et cela permet d'aborder des héros qu'on n'aurait pas joués nous-mêmes. »

## Théâtre

### Mise en scène
- 1976 : Lucienne et le Boucher de Marcel Aymé, mise en scène Nicole Anouilh, théâtre Saint-Georges
- 1977 : Si t'es beau, t'es con de Françoise Dorin, mise en scène Jacques Rosny, théâtre Hébertot

## Filmographie

### Télévision
- 1977 : Au théâtre ce soir : L'Avocat du diable de Roger Saltel, mise en scène Robert Manuel, réalisation Pierre Sabbagh, théâtre Marigny
- 1978 : Les Brigades du Tigre, épisode Le village maudit de Victor Vicas
- 1982 : Médecins de nuit d'Emmanuel Fonlladosa, épisode : La Dernière Nuit (série télévisée)

## Doublage
Note : Les dates inscrites en italique correspondent aux sorties initiales des films pour lesquels elle a participé aux redoublages,).
Sources : Doublage Séries Database et RS Doublage

### Cinéma

#### Films
- Michelle Pfeiffer dans (35 films) :
  - Charlie Chan and the Curse of the Dragon Queen (1981) : Cordelia Farenington
  - Cheeseburger Film Sandwich (1987)[8] : Brenda Lanners
  - Les Liaisons dangereuses (1988) : Madame de Tourvel
  - Susie et les Baker Boys (1989) : Susie Diamond
  - La Maison Russie (1990) : Katya Orlova
  - Frankie et Johnny (1991) : Frankie
  - Love Field (1992) : Lurene Hallett
  - Batman : Le Défi (1992) : Selina Kyle / Catwoman
  - Le Temps de l'innocence (1993) : Ellen Olenska
  - Wolf (1994) : Laura Alden
  - Esprits rebelles (1995) : Louanne Johnson
  - Personnel et confidentiel (1996) : Sally / Tally Atwater
  - Par amour pour Gillian (1996) : Gillian Lewis
  - Secrets (1997) : Rose Cook Lewis
  - Un beau jour (1997) : Mélanie Parker
  - Le Songe d'une nuit d'été (1999) : Titania
  - Aussi profond que l'océan (1999) : Beth Cappadora
  - Une vie à deux (1999) : Katie Jordan
  - Apparences (2000) : Claire Spencer
  - Sam, je suis Sam (2002) : Rita Harrison
  - Laurier blanc (2003) : Ingrid Magnussen
  - Hairspray (2007) : Velma Von Tussle
  - Stardust, le mystère de l'étoile (2007) : Lamia
  - Trop jeune pour elle (2008) : Rosie
  - Chéri (2009) : Léa de Lonval
  - Personal Effects (2009) : Linda
  - Happy New Year (2011) : Ingrid
  - Dark Shadows (2012) : Elizabeth Collins Stoddard
  - Malavita (2013) : Maggie Blake
  - Mother! (2017) : La Femme
  - Le Crime de l'Orient-Express (2017) : Mme Caroline Hubbard / Linda Arden
  - Ant-Man et la Guêpe (2018) : Janet van Dyne
  - Maléfique : Le Pouvoir du mal (2019) : la reine Ingrith
  - French Exit (2020) : Frances Price
  - Ant-Man et la Guêpe : Quantumania (2023) : Janet van Dyne

- Greta Scacchi dans (6 films) :
  - Un homme amoureux (1987) : Jane Steiner
  - Présumé Innocent (1990) : Carolyn Polhemus
  - Troubles (1991) : Judith Merrick
  - Emma, l'entremetteuse (1996) : Mme Weston
  - Le Baiser du serpent (1997) : Juliana
  - La Fille dans le brouillard (2017) : Beatrice Leman

- Debra Messing dans (5 films) :
  - La Prophétie des ombres (2002) : Mary Klein
  - Polly et moi (2004) : Lisa Kramer
  - Lucky You (2007) : Suzanne Offer
  - Searching : Portée disparue (2018) : Rosemary Vick
  - Bros (2022) : Debra Messing

- Betsy Russell dans (4 films) :
  - Saw 4 (2007) : Jill Tuck
  - Saw 5 (2008) : Jill Tuck
  - Saw 6 (2009) : Jill Tuck
  - Saw 3D : Chapitre final (2010) : Jill Tuck

- Kim Basinger dans (3 films) :
  - L'Affaire Karen McCoy (1993) : Karen McCoy
  - Even Money (2006) : Carolyn Carver
  - Informers (2008) : Laura Sloan

- Catherine McCormack dans (3 films) :
  - Spy Game, jeu d'espions (2001) : Elisabeth Hadley
  - Un coup de tonnerre (2005) : Sonia Rand
  - 28 semaines plus tard (2007) : Alice

- Jennifer Connelly dans :
  - Labyrinthe (1986) : Sarah (1er doublage)
  - Les Aventures de Rocketeer (1991) : Jenny Blake

- Kim Cattrall dans : 
  - Mannequin (1987) : Emmy
  - Le Bûcher des vanités (1990) : Judy McCoy

- Rene Russo dans :
  - Dans la ligne de mire (1993) : Lilly Raines
  - Mon copain Buddy (1997) : Mme Gertrude « Trudy » Lintz

- Jayne Atkinson dans :
  - Sauvez Willy (1993) : Annie Greenwood
  - Sauvez Willy 2 (1995) : Annie Greenwood

- Diane Lane dans : 
  - Judge Dredd (1995) : la juge Barbara Hershey
  - Mad Dogs (1996) : Grace Everly

- Catherine O'Hara dans : 
  - Penelope (2006) : Jessica Wilhem
  - Kiss and Kill (2010) : Mme Kornfeldt

- Robin Wright dans :
  - Jeux de pouvoir (2009) : Anne Collins
  - Rampart (2011) : Linda Fentress

- Rebecca De Mornay dans : 
  - Mother's Day (2010) : Natalie Koffin
  - American Pie 4 (2012) : Rachel Finch

- Tamela Mann (en) dans :
  - Madea : Retour en fanfare (2022) : Cora
  - Madea : Mariage exotique (en) (2025) : Cora

- 1959[n 1] : Darby O'Gill et les Farfadets : Katie O'Gill (Janet Munro)
- 1974 : La Tour infernale : Lorrie (Susan Flannery)
- 1977 : L'Exorciste 2 : L'Hérétique : Dr Gene Tuskin (Louise Fletcher)
- 1977 : Le Prince et le Pauvre : Lady Jane Grey (Felicity Dean)
- 1978 : Halloween, la nuit des masques : Lynda (P.J. Soles)
- 1980 : Vendredi 13 : Brenda (Laurie Bartram)
- 1980 : Le Bal de l'horreur : Vicki Cantrell (Pita Oliver)
- 1981[n 2] : 13 Morts et demi : ? ( ? )
- 1982 : Capitaine Malabar dit La Bombe : Claudia (Valeria Cavalli)
- 1983 : Mister Mom : Caroline Butler (Teri Garr)
- 1984 : Attention les dégâts : Olympia Chavez (April Clough)
- 1984 : Supergirl : Kara / Linda Lee / Supergirl (Helen Slater) (1er doublage)
- 1985 : Recherche Susan désespérément : Roberta Glass (Rosanna Arquette)
- 1985 : Baby : Le Secret de la légende oubliée : Susan Matthews-Loomis (Sean Young)
- 1985 : Perfect : Carly (Carly Simon)
- 1986 : Allan Quatermain et la Cité de l'or perdu : Reine Nyleptha (Aileen Marson)
- 1986 : Karaté Kid 2 : Rumiko (Tamlyn Tomita)
- 1986 : Star Trek 4 : Retour sur Terre : Dr Gillian Taylor (Catherine Hicks)
- 1986 : Week-end de terreur : Muffy / Buffy St. John (Deborah Foreman)
- 1986 : Banco : D.D. (Deborah Rush)
- 1987 : Dangereuse sous tous rapports : Irene (Margaret Colin)
- 1987 : Over the Top : Le Bras de fer : Christina Cutler-Hawk (Susan Blakely)
- 1987 : Mannequin : Emmy (Kim Cattrall)
- 1987[n 3] : Le Pacte : Julia Cotton (Clare Higgins)
- 1988 : Meurtre à Hollywood : Nancy Shoemaker (Kathleen Quinlan)
- 1988 : Vendredi 13, chapitre VII : Un nouveau défi : Melissa (Susan Jennifer Sullivan)
- 1989 : Les Maîtres de l'ombre : Kathleen (Laura Dern)
- 1989 : Embrasse-moi, vampire : Alva Restrepo, la secrétaire (Maria Conchita Alonso)
- 1990 : Une trop belle cible : Margaret Mason (Lauren Lloyd)
- 1990 : Massacre à la tronçonneuse 3 : Leatherface : Michelle (Kate Hodge)
- 1990 : RoboCop 2 : Hooker (Gage Tarant)
- 1991 : L'Expérience interdite : Anne Coldren (Hope Davis)
- 1992 : Jeux d'adultes : Priscilla Parker (Mary Elizabeth Mastrantonio)
- 1992 : La Loi de la nuit : la sœur (Deborah Watkins)
- 1992 : Méli-mélo à Venise : Caroline Wright (Patsy Kensit)
- 1994 : The Mask : Tina Carlyle (Cameron Diaz)
- 1994 : Dumb and Dumber : agent spécial Elisabeth Jordan (Victoria Rowell)
- 1994 : Serial Mother : Birdie (Patricia Dunnock)
- 1994 : Junior : Louise (Aida Turturro)
- 1995 : Sur la route de Madison : Caroline Johnson (Annie Corley)
- 1995 : L'Amour à tout prix : Ashley Bartlett Bacon (Ally Walker)
- 2000 : Docteur T et les Femmes : Carolyn (Shelley Long)
- 2002 : Compte à rebours mortel : Mary (Dina Meyer)
- 2002 : Dancer Upstairs : Marina (Natalia Dicenta)
- 2003 : Ce dont rêvent les filles : Glynnis Payne (Anna Chancellor)
- 2004 : Le Sourire de Mona Lisa : Amanda Armstrong (Juliet Stevenson)
- 2005 : Le Sang du diamant : Elizabeth Tellier (Joanna Pacula)
- 2006 : Firewall : Beth Stanfield (Virginia Madsen)
- 2007 : Mr. Brooks : Emma Brooks (Marg Helgenberger)
- 2009 : Le Beau-père : Leah (Sherry Stringfield)
- 2009 : Julie et Julia : Dorothy McWilliams (Jane Lynch)
- 2010 : Passion Play : Harriet (Kelly Lynch)
- 2011 : Conviction : Elizabeth Waters (Karen Young)
- 2013 : Man of Steel : Kaylor, l'ordinateur de Jor-El (Carla Gugino)
- 2018 : L'Espion qui m'a larguée : Carol (Jane Curtin)
- 2019 : Suicide Tourist (en) : Karen (Solbjørg Højfeldt (en))
- 2020 : Promising Young Woman : la doyenne Walker (Connie Britton)
- 2020 : Books of Blood : Nicole (Paige Turco)
- 2021 : 7 Prisonniers : ? (?)
- 2021 : La Dernière Lettre de son amant : Yvonne (Alice Orr-Ewing)
- 2024 : Role Play (en) : Gwen Carver (Connie Nielsen)

#### Films d'animation
- 2003 : Sinbad : La Légende des sept mers : Eris[9]
- 2005 : Robots : la mère de Rodney Copperbottom[10]
- 2006 : The Wild : Bridget, la girafe[11]
- 2018 : Les Indestructibles 2 : l'ambassadrice Henrietta Selick
- 2018 : Scooby-Doo et Batman : L'Alliance des héros : Catwoman et une présentatrice[12]
- 2019 : Blanche Neige, les souliers rouges et les 7 nains : Regina

### Télévision

#### Téléfilms
- Catherine Oxenberg dans :
  - Jeux de piste (1999) : le sergent Tina Walcott
  - L'Enfant qui ne voulait pas mourir (2001) : Marion Shergold
  - Dossier dangereux (2003) : Margaret

- Kate Vernon dans :
  - Fausse identité (1995) : Sara / Kelly Richards
  - Une famille pour Charlie (2005) : Victoria Walcott

- Mitzi Kapture dans :
  - La Garde du cœur (1999) : Jenny Farrell
  - Reconquérir une femme ou Relation fatale (2006) : Jill Dunne

- Sherry Stringfield dans :
  - Le Choix du retour (2000) : Katherine Barton
  - L'Héritage de Katie (2013) : Laura Mayfield Bennett

- 1985 : Mort d'un commis voyageur : Miss Forsythe (Linda Kozlowski)
- 1990[13] dans : « Il » est revenu : Beverly Marsh (Annette O'Toole)
- 1996 : Le visage du mal : Darcy Palmer / Barbara Richards (Tracey Gold)
- 2001 : Dinner with Friends : Karen (Andie MacDowell)
- 2007 : L'Insoutenable Vérité : Jamie McDowell (Michelle Forbes)
- 2017 : The Wizard of Lies : Ruth Madoff (Michelle Pfeiffer)
- 2017 : Les mauvais choix de ma fille : le lieutenant White (Laura Kai Chen)
- 2017 : Noël dans tes bras : Caroline (Faith Ford)
- 2018 : En danger dans sa famille : Helen (Blanche Baker)
- 2019 : Une voix d'or pour Noël : Eileen (Coleen Tutton)
- 2019 : Noël Actually : Clara Griffin (Gigi Rice)
- 2019 : Le calendrier secret de Noël : Pam ([Qui ?])[12]
- 2020 : Un vœu d'amour pour Noël : Joyce Keller (Nan Fewchuk)
- 2020 : Embarquement pour Noël : Elizabeth Contino (Barbara Niven)
- 2020 : L'Ange secret de Noël : Mimi (Annabel Kershaw)
- 2020 : Une famille cinq étoiles pour Noël : Beth Thompson (Laura Soltis)
- 2021 : Les fabuleux miracles de Noël : Katie Graber (Christine Cattell)
- 2022 : #JoyeuxNoël : Liz (Karen Kruper)
- 2023 : Deux femmes pour un magot : Claudia Wentenheimer (Barbara Gassner)

#### Séries télévisées
- Sherry Stringfield dans (9 séries) :
  - Urgences (1994-2009) :  Dr Susan Lewis (142 épisodes)
  - Les Anges du bonheur (1999) : le major Josephine « Josie » Saunders (saison 5, épisode 26)
  - New York 911 (2002) : Dr Susan Lewis (saison 3, épisode 20)
  - Shark (2007) : Nora March (saison 1, épisode 21 et saison 2, épisode 7)
  - Tell Me You Love Me (2007) : Rita (6 épisodes)
  - US Marshals : Protection de témoins (2008) : Marci Allen/Marci Arnstein (saison 1, épisode 5)
  - New York, police judiciaire (2008) : Carly (saison 19, épisode 7)
  - Under the Dome (2014) : Pauline Rennie (9 épisodes)
  - Esprits criminels : Unité sans frontières (2016-2017) : Karen Garrett (4 épisodes)

- Lindsay Crouse dans (7 séries) :
  - Les Anges du bonheur (1999) : la sénatrice Kate Cooper (saison 6, épisode 1)
  - Buffy contre les vampires (1999-2000) : le professeur Maggie Walsh (9 épisodes)
  - Providence (2001-2002) : Lauren MacKenzie (4 épisodes)
  - Le Justicier de l'ombre (2003) : Beth Kulvicki (4 épisodes)
  - Esprits criminels (2005) : Mary Mays (saison 1, épisode 11)
  - Flashforward (2010) : Mme Kirby (épisodes 11 et 12)
  - New York, unité spéciale (2009-2011) : le juge Andrews (7 épisodes)

- Michelle Forbes dans (7 séries) :
  - Washington Police (2000) : Helen York (7 épisodes)
  - Fastlane (2002) : Lena (épisode 9)
  - 24 Heures chrono (2002-2003) : Lynne Kresge (18 épisodes)
  - Prison Break (2005-2006) : Samantha Brinker (7 épisodes)
  - Boston Justice (2006) : Juliette Monroe (saison 3, épisode 10)
  - The Killing (2011-2012) : Mitch Larsen (26 épisodes)
  - Treadstone (2019) : Ellen Becker (10 épisodes)

- Jane Lynch dans (7 séries) :
  - The L Word (2005-2009) : Joyce Wischnia (15 épisodes)
  - Desperate Housewives (2006) : Maxine Bennett (saison 2, épisode 14)
  - Lovespring International (2006) : Victoria Ratchford (13 épisodes)
  - Psych : Enquêteur malgré lui (2009) : le commandant Barbara Dunlap (saison 3, épisode 6)
  - Party Down (2009-2023) : Constance Carmell (15 épisodes)
  - The Good Fight (2017-2021) : Madeline Starkey (5 épisodes)
  - La Fabuleuse Madame Maisel (2017-2023) : Sophie Lennon (14 épisodes)

- Connie Britton dans (7 séries) :
  - Friday Night Lights (2006-2011) : Tami Taylor (76 épisodes)
  - American Horror Story (2011 / 2018) : Vivien Harmon (saisons 1, 12 épisodes et saison 8, épisode 6)
  - Nashville (2012-2018) : Rayna Jaymes (98 épisodes)
  - American Crime Story (2016) : Faye Resnick (saison 1, épisodes 1 et 4)
  - SMILF (2017-2019) : Ally (8 épisodes)
  - 9-1-1 (2018-2020) : Abby Clark (12 épisodes)
  - Zero Day (2025) : Valerie Whitesell (mini-série)

- Debra Messing dans (6 séries) :
  - Will et Grace (1998-2006) : Grace Adler (saisons 1 à 8)
  - Starter Wife (2008) : Molly Kagan (10 épisodes)
  - New York, unité spéciale (2011) : Alicia Harding (saison 12, épisode 17)
  - Smash (2012-2013) : Julia Houston (32 épisodes)
  - Les Mystères de Laura (2014-2016) : Laura (38 épisodes)
  - Dirty Dancing (2017) : Marjorie Houseman (mini-série)

- Valerie Cruz dans (6 séries) :
  - Nip/Tuck (2003) : Grace Santiago (12 épisodes)
  - Grey's Anatomy (2005) : Zina Cruz (saison 1, épisode 4)
  - Dexter (2008) : Sylvia Prado (11 épisodes)
  - Eleventh Hour (2009) : Coco Delgado (épisode 17)
  - Following (2014-2015) : l'agent Gina Mendez (15 épisodes)
  - The Rookie : Le Flic de Los Angeles (2019) : Elena Ruiz (saison 1, épisodes 19 et 20)

- Paige Turco dans (6 séries) :
  - Big Shots (2007-2008) : Lisbeth Hill (11 épisodes)
  - Damages (2009) : Christine Purcell (6 épisodes)
  - The Good Wife (2010) : Caroline Wilder (saison 1, épisode 21)
  - New York, unité spéciale (2011) : Kathleen Barnes (saison 13, épisode 3)
  - NCIS : Nouvelle-Orléans (2014) : Linda Pride (saison 6, épisode 20)
  - Les 100 (2014-2020) : Dr Abigail « Abby » Griffin (85 épisodes)

- Jessica Tuck dans (6 séries) :
  - La Vie à cinq (1997) : Lori (saison 3, épisode 14)
  - True Blood (2008-2014) : Nan Flanagan (23 épisodes)
  - Body of Proof (2011) : Alexandra Loeb (saison 2, épisode 2)
  - Castle (2011) : Joy McHugh (saison 4, épisode 5)
  - Grimm (2012) : Catherine Schade (3 épisodes)
  - Upload (depuis 2020) : Viv (8 épisodes - en cours)

- Marg Helgenberger dans :
  - Les Experts (2000-2013) : Catherine Willows (264 épisodes)
  - Intelligence (2014) : Lillian Strand[12] (13 épisodes)
  - Under the Dome (2015) : Christine Price (11 épisodes)
  - All Rise (2019-2023) : Lisa Benner (43 épisodes)
  - Les Experts : Vegas (2022-) : Catherine Willows

- Lori Loughlin dans (5 séries) :
  - Summerland (2004-2005) : Ava Gregory (26 épisodes)
  - Missing : Disparus sans laisser de trace (2006) : Dr Joy Gribben (saison 3, épisodes 1 et 2)
  - In Case of Emergency (2007) : Dr Joanna Lupone (13 épisodes)
  - 90210 Beverly Hills : Nouvelle Génération (2008-2012) : Debbie Wilson (69 épisodes)
  - Le cœur a ses raisons (2014-2019) : Abigail Stanton (56 épisodes)

- Marguerite MacIntyre dans (5 séries) :
  - The Shield (2003) : Emma Prince (4 épisodes)
  - Numb3rs (2005) : Erica Kalen (saison 2, épisode 1)
  - Kyle XY (2006-2009) : Nicole Trager (43 épisodes)
  - Mentalist (2009) : Heather Prentiss (saison 1, épisode 15)
  - Vampire Diaries (2009-2017) : le shérif Elisabeth Forbes (50 épisodes)

- Elizabeth Marvel dans (4 séries) :
  - House of Cards (2014-2016) : Heather Dunbar (22 épisodes)
  - Homeland (2016-2018) : la présidente Elizabeth Keane (24 épisodes)
  - Manifest (2019-2020) : le maire (8 épisodes)
  - The Dropout (2022) : Noel Holmes (mini-série)

- Michelle Pfeiffer dans :
  - L'Île fantastique (1981) : Deborah Dare (saison 4, épisode 11)
  - Dawson (1999) : elle-même lors d'une scène à la télévision (saison 2, épisode 22)
  - The First Lady (2022) : Betty Ford (mini-série)

- Mitzi Kapture dans :
  - Les Dessous de Palm Beach (1991-1995) : le sergent Rita Lance (101 épisodes)
  - Alerte à Malibu (1998-1999) : Alex Ryker (22 épisodes)
  - Les Feux de l'amour (2002-2005) : Anita Hodges (30 épisodes)

- Tracy Scoggins dans :
  - Loïs et Clark : Les Nouvelles Aventures de Superman (1993-1994) : Catherine « Cat » Grant (saison 1, 21 épisodes)
  - Highlander (1996-1997) : Cassandra (3 épisodes)
  - Nip/Tuck (2006) : Jill White (saison 4, épisode 1)

- Colleen Flynn dans :
  - X-Files : Aux frontières du réel (2000) : Colleen Azar (saison 7, épisode 17)
  - Ghost Whisperer (2005) : Lacy Jensen (saison 1, épisode 9)
  - Grey's Anatomy (2008) : Nancy Mercer (saison 5, épisode 5)

- Mary Page Keller dans :
  - Corky, un adolescent pas comme les autres (1990-1991) : Gina Giordano (3 épisodes)
  - Ici bébé (1991-1992) : Maggie Campbell (23 épisodes)

- Catherine Oxenberg dans :
  - Agence Acapulco (1993-1994) : Ashley Hunter-Coddington (22 épisodes)
  - Une nounou d'enfer (1995) : Sydney Mercer (saison 3, épisode 7)

- Melora Hardin dans :
  - Le Caméléon (1998) : Wendy (saison 3, épisode 7)
  - FBI Family (2000-2001) : Barbara Arno (24 épisodes)

- Sheryl Lee dans :
  - FBI : Portés disparus (2003) : Tina Hodges (saison 2, épisode 10)
  - Les Frères Scott (2005) : Ellie Harp (1re voix, saison 2)

- Greta Scacchi dans :
  - Guerre et Paix (2016) : la comtesse Natalya Rostov (mini-série)
  - The Terror (2018) : Lady Jane Franklin (5 épisodes)

- 1981 / 1988-1991 / 2008-2016 : Les Feux de l'amour : April Stevens Williams (Cindy Eilbacher puis Rebecca Staab) (4 épisodes), Cassandra Hall (Nina Arvesen) (124 épisodes), Patty Williams/Dr Emily Peterson (Stacy Haiduk) (218 épisodes)
- 1984 : Supercopter : Gabrielle Ademaur (Belinda Bauer)
- 1987 : À nous deux, Manhattan : Maxime « Maxi » Amberville (Valerie Bertinelli) (mini-série)
- 1989 : Hercule Poirot : Patricia Matthews (Suzanne Burden) (saison 1, épisode 5)
- 1991 : Le Prince de Bel-Air : Kathleen (Tisha Campbell) (saison 2, épisode 1)
- 1991 : Under Cover : Kate Del'Amico (Linda Purl) (13 épisodes)
- 1992 : Enquête privée : Diana Wallace (Kelly Rutherford) (saison 1, épisode 1)
- 1992 : La Fête à la maison : Wendy Tanner (Darlene Vogel) (saison 5, épisodes 18 et 19)
- 1994 : Models Inc. : Marcia Carson (Leann Hunley) (4 épisodes)
- 1994 : Diagnostic : Meurtre : Christine Shaw (Michelle Phillips) (saison 2, épisode 2)
- 1994 / 1996 : Ellen : Jessica (Angela Dohrmann) (saison 2, épisode 11), la fille à la mode (Elizabeth Keener) (saison 3, épisode 21), Chloe Korban (Janeane Garofalo) (saison 3, épisode 22)
- 1996 : Murder One : Caroline Van Allan / Suzanne Parrey (Romy Walthall) (5 épisodes)
- 1996-1997 : Les Aventures de Sinbad : Rumina (Julianne Morris) (7 épisodes)
- 1997 : Caroline in the City : Cassandra Thompson (Helen Slater) (saison 2, épisode 18)
- 1997-1998 : Nom de code : TKR : Liz « Starr » Starrowitz (Rainer Grant) (3 épisodes)
- 1997-1998 : Brooklyn South : Noreen Patrick (Star Jasper) (5 épisodes)
- 1998 : Buffy contre les vampires : Pat (Nancy Lenehan) (saison 3, épisode 2), Mme Finkle (Bonita Friedericy) (saison 3, épisode 19)
- 1998 : Ally McBeal : Laura Jewell (Caitlin Dulany) (saison 2, épisode 1)
- 1998 : Walker, Texas Ranger : Angel Blake (Valarie Pettiford) (saison 6, épisode 21)
- 1998-1999 : First Wave : Susan Tannen (Rachel Hayward) (saison 1, épisodes 13 et 22)
- 1999 : La Vie à cinq : Tracy (Farrah Forke) (3 épisodes)
- 1999 / 2001 : New York, police judiciaire : Dana Grobman (Debbon Ayer) (saison 10, épisode 3), Caryn Wyman (Charlotte d'Amboise) (saison 11, épisode 18)
- 2000 : Siska : Reni Winkler (Simone Thomalla) (saison 3, épisode 4)
- 2000-2003 : Angel : Lilah Morgan (Stephanie Romanov) (35 épisodes)
- 2002 : Monk : Myra Teal (Jessica Steen) (saison 1, épisode 7)
- 2002 : Le Protecteur : Sarah Twain (Shannon Kenny) (saison 2, épisode 8)
- 2002 : Aux portes du cauchemar : l'infirmière (Audrey Wasilewski) (épisode 11)
- 2004 : Wonderfalls : Karen Tyler (Diana Scarwid) (14 épisodes)
- 2004 : Touche pas à mes filles : Holly (Lisa Rinna) (saison 2, épisode 10)
- 2004 : Méthode Zoé : Melanie St. John (Wendie Malick) (saison 2, épisode 1)
- 2004 : Kingdom Hospital : Dr Christine Draper (Allison Hossack) (13 épisodes)
- 2004-2006 : Alias : Olivia Reed (Peggy Lipton) (3 épisodes), Dr Lynn (Kathe Mazur) (3 épisodes)
- 2005 : New York, unité spéciale : Zoe Dunlop (Amy Pietz) (saison 7, épisode 11)
- 2006 : Esprits criminels : Fran (Kerrie Keane) (saison 2, épisode 12)
- 2006-2007 : The Unit : Commando d'élite : la sénatrice Elizabeth Webb (Lindsay Frost) (3 épisodes)
- 2009 : Le Prisonnier : M2 (Rachael Blake) (mini-série)
- 2009 : Drop Dead Diva : Dr Lois Farrar (Caroline McKinley) (saison 1, épisode 3)
- 2009 : Ghost Whisperer : Rosalyn (Caitlin Dulany) (saison 4, épisode 17)
- 2009 : Lie to Me : Carolyn Hollin (Mandy June Turpin) (saison 1, épisode 8)
- 2010 : Bones : Rowan (Kate Vernon) (saison 5, épisode 20)
- 2010-2011 : Mentalist : Abigail Barge (Dina Meyer) (saison 2, épisode 15), Jocelyn Chapin (Allison McAtee) (saison 4, épisode 2)
- 2011 : Body of Proof : Evelyn Brant (Ellen Foley) (saison 2, épisode 6)
- 2011-2014 : The Good Wife : Viola Walsh (Rita Wilson) (6 épisodes)
- 2012 : Revenge : Kara Wallace Clarke (Jennifer Jason Leigh) (7 épisodes)
- 2013-2021 : Commissaire Montalbano : Livia Burlando #2 #3 (Lina Perned puis Sonia Bergamasco) (13 épisodes)
- 2014 : Un cas pour deux : la secrétaire de l'usine de colorants chimiques ( ? ) (saison 1, épisode 3)
- 2014 : The Honourable Woman : Dame Julia Walsh (Janet McTeer) (mini-série)
- 2014 : Mammon, la révélation : la chef de la criminelle (Andrine Sæther) (6 épisodes)
- 2014-2019 : Murder : la présentatrice télé (Joy Benedict) (6 épisodes)
- 2015-2017 : Salem : la comtesse Palatine Ingrid von Marburg (Lucy Lawless) (15 épisodes)
- 2016 : Le Maître du Haut Château : Susan (Valerie Mahaffey) (3 épisodes)
- 2016 : Spring Tide : Linn Magnusson (Helena Bergström) (7 épisodes)
- 2016-2018 : Divorce : Elaine Campbell (J. Smith-Cameron) (3 épisodes)
- 2018 : Goliath : Martha Wallace (Alexandra Billings) (5 épisodes)
- 2018 : You : Nancy Whitesell (Emily Bergl) (saison 1, épisode 4)
- 2018 : Benvinguts a la família : Rosa Garrofer (Maribel Martínez) (épisode 7)
- 2018 : Mon Amour du lagon : Rachel (Valentina Sauca) (mini-série)
- 2018-2020 : Les Nouvelles Aventures de Sabrina : Batibat (Megan Leitch) (3 épisodes)
- 2018-2021 : Cobra Kai : Kumiko (Tamlyn Tomita) (3 épisodes)
- 2019 : Sneaky Pete : Hickey (Charlayne Woodard) (3 épisodes)
- 2019 : Quicksand : Lena Pärsson (Maria Sundbom) (mini-série)
- 2019 : V Wars : l'agent de la DNS (Janet Monid) (épisode 6)
- 2019 : Temple : Beth Milton (Catherine McCormack)
- 2019-2022 : After Life : Rebecca (Tracy-Ann Oberman) (5 épisodes)
- 2020 : Luna nera : Tebe (Manuela Mandracchia) (6 épisodes)
- 2020 : Tiny Pretty Things : Monique Dubois (Lauren Holly) (9 épisodes)
- 2020-2022 : Devils : Margaret Cunningham (Jane Perry) (9 épisodes)
- 2021 : Le Club de plongée : la maire Renee Volkov (Veronica Neave) (12 épisodes)
- 2021 : Les Enquêtes de Vera : Andrea Hynde (Sophie Stanton (en)) (saison 11, épisode 1)
- 2022 : After Life : ? (?)
- 2022 : The Pentaverate : Darleen Windelchuk (Samantha Spiro) (mini-série)
- 2023 : Perry Mason : Camilla Nygaard (Hope Davis)

#### Séries d'animation
- Superman, l'Ange de Metropolis : Angela Chen, Mercy Graves
- Batman : Catwoman
- Creamy, merveilleuse Creamy : Chantal et voix additionnelles
- Animatrix : l'institutrice
- Nicky Larson : Loretta (épisode 117)

### Jeux vidéo
- 2002 : Star Wars: The Clone Wars : Luminara Unduli
- 2004 : Sly 2 : Association de voleurs : le sergent Neyla
- 2005 : God of War :  L'oracle d'Athènes et Lysandra
- 2005 : Jak X : Taryn
- 2005 : Ratchet: Gladiator : Juanita Alvaro
- 2006 : Buzz ! le grand quiz : Rose, l'animatrice
- 2006 : Daxter : Taryn et la barmaid
- 2006 : Anno 1701 : Madame Nadasky
- 2007 : Anno 1701 : La Malédiction du dragon : Madame Nadasky
- 2011 : The Elder Scrolls V: Skyrim : Nocturne, Elenwen, Grelka, Namira, Tonilia, Temba Grandbras
- 2011 : Star Wars: The Old Republic : la Chasseuse de primes
- 2012 : Dishonored : les sœurs Boyle
- 2013 : DmC: Devil May Cry : Lilith
- 2014 : Alien: Isolation : Diane Verlaine
- 2015 : The Witcher 3: Wild Hunt - Hearts of Stone : Chat Noir
- 2015 : Assassin's Creed Syndicate : Reine Victoria[12]
- 2015 : Fallout 4 : Desdemona
- 2015 : Heroes of the Storm : la reine Belladone, annonceur de la carte Terreur de jardin
- 2017 : Assassin's Creed Origins : voix additionnelles[12]
- 2018 : Spider-Man : Tante May
- 2023 : Marvel's Spider-Man 2 : Tante May